# Dysolobium
Dysolobium é um género botânico pertencente à família Fabaceae.